# Declínio das populações de insetos

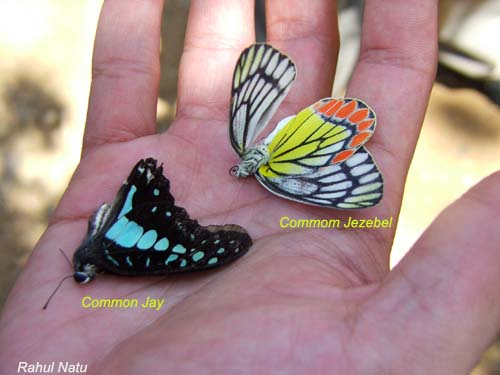
Borboletas mortas.

Declínio das populações de insetos refere-se à acelerada redução de insetos em todo o mundo que tem sido verificada nas últimas décadas. Os insetos são seres pequenos que podem passar largamente despercebidos, e o fenômeno do declínio somente chamou a atenção dos cientistas há poucos anos. Suas causas ainda estão sendo analisadas, e têm sido apontada como provável uma reunião de vários fatores, onde se incluem o aquecimento global, perda de ecossistemas, poluição, superpopulação humana, proliferação de espécies invasoras competitivas e o maciço uso de agrotóxicos nas culturas agrícolas. A perda de insetos tem consequências graves para o meio ambiente e para a sociedade humana. Eles são responsáveis por uma série de importantes funções nos ciclos naturais e estão entre os principais polinizadores das culturas agrícolas.

## Contexto
O declínio dos insetos não é um fenômeno isolado no mundo contemporâneo, e acompanha o declínio geral da biodiversidade mundial. Desde o início da Revolução Industrial no século XVIII, vem ocorrendo uma grande transformação nos meios e sistemas de produção, com um impacto direto no meio ambiente em termos de perdas de ecossistemas, poluição e excesso de produção e consumo de bens variados. Com a adoção do petróleo como principal gerador de energia em fins do século XIX, os problemas ambientais se agravaram rapidamente, gerando imensas quantidades de poluentes e gases estufa, e acelerando o aquecimento global, que por si mesmo tem sido considerado o mais grave e urgente de todos os problemas ambientais. O desmatamento também tem avançado em altas taxas, especialmente nas zonas tropicais, colocando a perder biodiversidade e ecossistemas importantes para inúmeras formas de vida. Outros agravantes são as grandes mudanças no uso da terra, em particular na agropecuária e silvicultura, causando erosão e degradação dos solos, mais desmatamento e um uso intensificado de fertilizantes e agrotóxicos. Ao mesmo tempo, a explosão da população humana no último século impôs um imenso estresse sobre a natureza, ampliando as áreas ocupadas para habitação e agropecuária, derrubando matas, extraindo recursos naturais além dos níveis sustentáveis, exigindo mais e mais fontes de energia, introduzindo espécies invasivas em todas as partes, desperdiçando materiais e alimentos, e produzindo vastas quantidades de lixo e poluição de variadas naturezas. Esses fatores se reforçam mutuamente e tem sido uma causa direta do grande declínio verificado em todas as formas de vida silvestre em todo o planeta, que tem se acelerado continuamente nas últimas décadas.

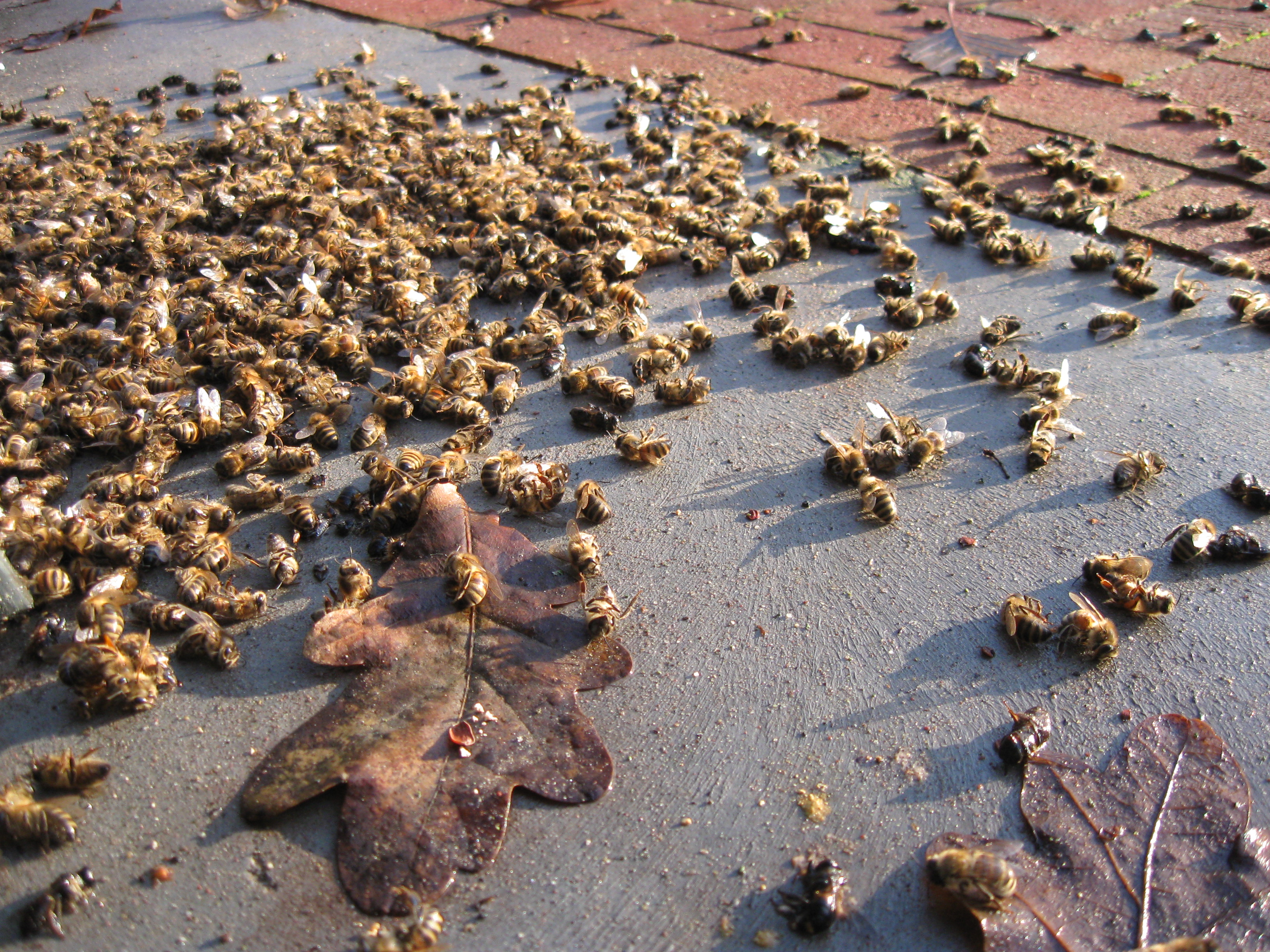
Massa de abelhas mortas.

Essas mudanças em larga escala no meio ambiente inevitavelmente afetam também os insetos, embora as causas específicas neste caso ainda estejam sendo estudadas, e sejam ainda pouco claras e um tanto controversas, havendo opiniões divergentes sobre o peso de cada fator na produção do problema. Também há divergências a respeito da extensão das perdas globais e de cada grupo de insetos em particular, pois o declínio só se tornou evidente a partir dos anos 1990 e as pesquisas neste campo ainda são relativamente poucas.
Os primeiros sinais de alarme vieram da percepção de um rápido declínio nas populações de polinizadores na década de 1990, mas segundo o pesquisador Francisco Sánchez-Bayo, co-autor de um importante estudo recente, as perdas parecem ter iniciado no início do século XX, acelerando durante os anos 1950 e 1960. Muitas pessoas leigas também começavam a relatar que já não viam tantos insetos como no tempo de sua infância, e quando viajavam de automóvel atravessando áreas silvestres os vidros não ficavam mais cobertos de insetos esmagados. Ver nota: Depois outros estudos começaram a apontar perdas em outros campos, como nas populações de mariposas atraídas pelas luzes urbanas, perdas de biomassa de insetos em áreas protegidas, redução nas populações de borboletas migrantes, e outros.
Estima-se que a abundância de insetos em todo o mundo em média tenha caído pela metade desde a década de 1970, mas devido à escassez de estudos, as perdas podem ter sido muito maiores. O que é um consenso é que as perdas continuam altas em vários grupos de insetos, e estão acelerando. Um levantamento de grande escala publicado em 2012 pela Zoological Society of London indicou que muitas populações em todo o mundo estão em "severo declínio". Um relatório publicado em 2014 na revista Science estimou que as perdas de invertebrados em 67 populações monitoradas chegaram a 45% nas últimas quatro décadas, e a maior parte dessa perda era constituída pelos insetos. Outro trabalho, enfocando a situação de 63 áreas protegidas na Alemanha, mostrou uma redução na biomassa de insetos da ordem de 76% a 82% nos últimos 27 anos. Constantin Stefanescu, do Centro de Pesquisas Ecológicas e Aplicações Florestais de Granollers, estudando as borboletas da Catalunha, disse que três quartos das espécies estão em declínio, e que esse resultado pode ser extrapolado para o restante da Europa, acrescentando que "a redução é alarmante e aumenta a cada ano". Uma revisão da bibliografia publicada em 2019 na revista Biological Conservation indicou que mais de 40% das espécies globais de insetos estão em "dramático declínio" e podem ser extintas em poucas décadas. A queda geral nas populações tem sido estimada em 2,5% ao ano.
Devido à pouca visibilidade da maioria dos insetos, Jürgen Deckert, curador da seção de insetos do Museu de História Natural de Berlim, teme que o declínio só se torne uma preocupação quando já for tarde demais. O único grupo de insetos em declínio que tem chamado alguma atenção significativa é o das abelhas, mas o restante passa largamente ignorado pelo grande público, e é muito raro que os insetos sejam incluídos em políticas de conservação.

## Importância

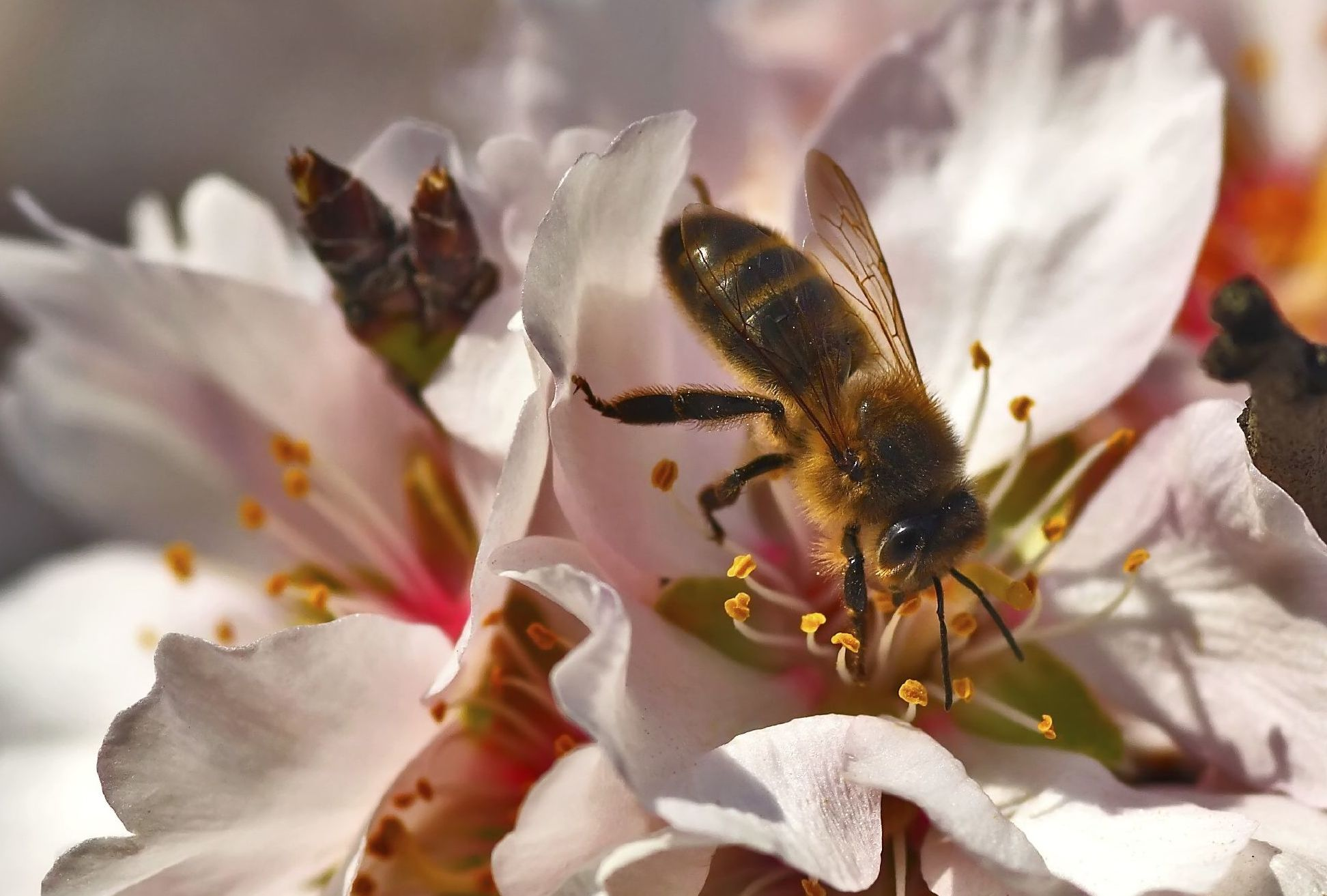
Abelha polinizando flores de amendoeira.

Os insetos são o grupo de animais mais diversificado e abundante do planeta, e desempenham funções vitais para a preservação da vida, para o equilíbrio do meio ambiente e mesmo para o bem estar da humanidade. Entre essas funções estão a produção de serviços ambientais diversos, decomposição de corpos mortos, reciclagem de material orgânico e nutrientes inorgânicos, polinização de flores, controle de pragas e produção de substâncias comestíveis e medicinais, além de servirem como alimento para uma infinidade de outras formas de vida, como aves, répteis, peixes, mamíferos e anfíbios, que deles dependem diretamente para sua sobrevivência.
Sua importância para a sociedade humana é vasta, muitas culturas agrícolas dependem dos insetos para sua reprodução e a agricultura moderna não existiria sem eles, e calcula-se que apenas nos Estados Unidos suas atividades tenham um valor econômico de 57 bilhões de dólares anuais. Estudos no Quênia e Zâmbia informam que as atividades de uma única espécie de vespa no controle de uma praga do milho significou a garantia das colheitas de mais de 130 mil fazendeiros e uma economia de mais de 200 milhões de dólares em pesticidas ao longo de vinte anos.
Mais de 75% das culturas agrícolas mundiais são de alguma forma dependentes de insetos, e elas respondem por cerca de 35% de toda a produção mundial de alimentos. Quase 90% de todas as espécies de plantas com flores depende de insetos para sua perpetuação. O valor econômico de suas atividades como polinizadores é calculado de 160 a 689 bilhões de dólares anuais, variando conforme a metodologia utilizada. Sem o seu papel de recicladores de nutrientes do solo, os solos rapidamente se tornariam estéreis. Também reduzem as perdas de nutrientes do solo por erosão e volatilização, aumentam a sua capacidade de reter água, reforçam sua estrutura, e contribuem para um melhor crescimento das plantas em geral, incluindo as pastagens. Além disso, direta ou indiretamente eles são um fator de grande peso no incremento do turismo ecológico, da pesca desportiva e outras atividades humanas ligadas à natureza. Segundo relatório do Programa das Nações Unidas para o Meio Ambiente, apesar das estimativas econômicas que são feitas, o valor dos insetos para a sociedade e o ambiente é incalculável.
Devido à sua posição central em muitos processos naturais, o declínio dos insetos quebra muitas cadeias alimentares, interfere negativamente nos ciclos naturais, e representa uma grave ameaça à conservação do equilíbrio do ambiente, da biodiversidade como um todo, e da produção de alimentos para o ser humano. Sua importância para o equilíbrio ambiental é exemplificada pelos efeitos da perda de cerca de 80% dos insetos voadores na Europa nas últimas três décadas, produzindo um acentuado declínio nas aves insetívoras, calculado como uma perda de 400 milhões de indivíduos. Outro exemplo é a acentuada redução de aves, répteis e anfíbios que dependem de insetos em uma área de conservação em Porto Rico, onde constatou-se que a biomassa de insetos era de 10 a 60 vezes menor do que era nas décadas anteriores, conforme o grupo, enquanto que animais que não dependem deles mantiveram suas populações relativamente estáveis. Projeta-se também que o desaparecimento de espécies controladoras desencadeie uma erupção de novas pragas agrícolas. Há também repercussões sociais, já que a desestruturação dos sistemas produtivos e ciclos naturais leva ao aumento da pobreza e fome, dos conflitos violentos entre nações, doenças e outros problemas. Um desaparecimento em larga escala dos insetos teria consequências catastróficas para o mundo em múltiplos níveis.